# Heinrich von Siebold
Heinrich Jonkheer von Siebold (Boppard, 1852 – Castello di Freudenstein, 11 agosto 1908) è stato un antropologo e traduttore tedesco al servizio dell'ambasciata austriaca a Tokyo.

## Vita
I Siebold erano una famiglia di eminenti studiosi di Würzburg (Germania). Heinrich era il secondo figlio del famoso medico, naturalista e pioniere degli studi giapponesi Philipp Franz von Siebold, scomparso nel 1866. Nacque a Boppard nei pressi del fiume Reno e trascorse la sua giovinezza a Bonn  e a Würzburg. Nel 1869, appena diciassettenne, senza aver completato il suo Abitur (diploma di scuola superiore) o una qualunque istruzione superiore, si trasferì in Giappone, un anno dopo l'apertura politica e culturale del paese nel Periodo Meiji. Dopo il suo arrivo, Heinrich entrò al servizio dell'ambasciata austro-ungarica a Tokyo come dragomanno. Come suo padre prima di lui, divenne uno dei più insigni ricercatori tedeschi sul Giappone. Il suo interesse antiquario ne fece un vivace collezionista di articoli etnologi, di arte e di monete giapponesi.
Nel 1899, chiese il pensionamento anticipato per motivi di salute. L'anno prima, aveva sposato Euphemia Carpenter, la vedova di un ufficiale britannico. Ella comprò il Castello di Freudenstein vicino a Bolzano, dove i due coniugi trascorsero comodamente i loro ultimi anni circondati dalle ricche collezioni di Heinrich. Fu un consigliere assai riconosciuto per gli affari dell'Estremo Oriente, e fece da guida e interprete per importanti visitatori provenienti dal Giappone e dalla Cina.
L'11 agosto 1908, morì nel Castello di Freudenstein; la sua vedova lo seguì presto. Nel marzo 1909, le sue collezioni furono vendute a Vienna au mikado e disperse nel commercio.

## Interesse antiquario per la cultura giapponese
Molti musei in Europa trassero beneficio dai suoi sforzi di collezionista del Giappone del primo periodo Meiji e dalla sua generosità. Nel 1873, in occasione della prima partecipazione del Giappone all'Esposizione mondiale a Vienna, donò collezioni di monete giapponesi ed estremo-orientali al Granduca di Sassonia-Weimar-Eisenach Carlo Alessandro, al Re del Württemberg e al Granduca di Baden.
Carlo Alessandro depositò la sua collezione presso il suo Gabinetto numismatico orientale granducale dell'Università di Jena. All'inizio degli anni 1880, Siebold fece accordi con vari musei tedeschi per raccogliere per loro conto. Nel 1883, organizzò un'esposizione della sua collezione nel Museo di artigianato e industria artistica di Vienna, una collezione che voleva vendere allo stato austriaco, ma la sua offerta fu rifiutata. Nondimeno, in seguito donò la sua collezione a Vienna, dov'è ora un'importante parte delle collezioni del Kunsthistorisches Museum. Nel 1885, una seconda collezione molto più grande di monete, talismani e amuleti estremo-orientali e giapponesi raccolta da Siebold, arrivò al Gabinetto numismatico orientale di Jena, dov'è tuttora preservata.